# Poliopastea caurensis
Poliopastea caurensis là một loài bướm đêm thuộc phân họ Arctiinae, họ Erebidae.